# Luigi Conti (1941–2021)
Luigi Conti (ur. 30 maja 1941 w Urbanii, zm. 30 września 2021 w Fermo) – włoski duchowny katolicki, arcybiskup Fermo w latach 2006-2017.

## Życiorys
Święcenia kapłańskie otrzymał 26 czerwca 1965 i został inkardynowany do diecezji Urbania-Sant'Angelo in Vado. Po święceniach i studiach w Rzymie rozpoczął pracę w Kongregacji ds. Biskupów. W 1978 uzyskał inkardynację do diecezji rzymskiej i podjął pracę duszpasterską przy kościele pw. Najświętszego Sakramentu. W 1988 został rektorem rzymskiego seminarium duchownego.
28 czerwca 1996 papież Jan Paweł II mianował go ordynariuszem diecezji Maceraty. Sakry biskupiej udzielił mu 21 września 1996 kardynał Camillo Ruini.
13 kwietnia 2006 został arcybiskupem metropolitą Fermo, zaś 4 czerwca 2006 kanonicznie objął urząd. 14 września 2017 przeszedł na emeryturę, a jego następcą został ksiądz Rocco Pennacchio.
Zmarł 30 września 2021.